# Booboo Stewart
Booboo Stewart, född Nils Allen Stewart, Jr. den 21 januari 1994 i Beverly Hills, Kalifornien, är en amerikansk sångare, dansare, barnskådespelare och kampkonstutövare.  
Som skådespelare har han haft roller i flera direkt till video- och independentfilmer och i flera TV-serier. Han var medlem i sånggruppen T-Squad, som gav ut ett album genom Walt Disney Records, tills gruppen splittrades 2008. 2015 spelade han in Disneyfilmen "Descendants" där han spelade mot bland andra Dove Cameron, Cameron Boyce och Sofia Carson. Han är av skotskt, engelskt, japanskt, koreanskt och kinesiskt påbrå. 

## Karriär
Under 2006 spelade Booboo Stewart rollen som Ben Conrad i independentfilmen The Conrad Boys, i regi av Justin Lo, och var även värd för sex episoder av barnprogrammet Blue Dolphin Kids. Han turnerade med Miley Cyrus under hennes Best of Both Worlds Tour, tillsammans med Jonas Brothers. 
Stewart har haft roller i episoder av TV-serierna Steve Harvey's Big Time Challenge, Cityakuten, Dante's Cove och Everybody Hates Chris. Han har också arbetat som stuntskådespelare i flera filmer, bland annat filmen från 2006 Zoom och 2007 filmen Beowulf. 2009 hade han en mindre roll i independentfilmen American Cowslip.
Han spelade rollen som Seth Clearwater i den tredje filmen i Twilight-serien, Eclipse, som hade premiär den 30 juni 2010. Han medverkade även i den fjärde delen av Twilight, i The Twilight Saga: Breaking Dawn – Part 1 som hade premiär den 16 november 2011 i Sverige.
Han medverkade som mutant karaktären Warpath i den sjunde X-Men filmen kallad X-Men: Days of Future Past (2014).

## Privatliv
Booboo Stewart föddes den 21 januari 1994 i Beverly Hills i Kalifornien. Han är son till Nils Allen Stewart, Sr, och Renee Stewart och är av kinesisk, japansk, koreansk, rysk, skotsk och svartfotsindiansk härkomst. Han har tre systrar. Stewart har turnerat tillsammans med sina två systrar Maegan och Fivel, kända som TSC (The Stewart Clan).
Stewart är ett fan av wrestling och blev invald i The Martial Arts Junior Hall of Fame 2004.